# Mama i papa
Mama i papa – przykład fałszywych wyrazów pokrewnych, istniejących na poziomie różnych języków świata.  W wielu językach sekwencje dźwiękowe zbliżone do /mama/ i /papa/ oznaczają „matka” i „ojciec”, przeważnie w podanej kolejności. Uważa się, że jest to zbieg okoliczności wynikający z procesu wczesnej akwizycji języka.